# Nea Zichni (gmina)
Nea Zichni (gr.: Δήμος Νέας Ζίχνης, Dimos Neas Zichnis) – gmina w Grecji, w administracji zdecentralizowanej Macedonia-Tracja, w regionie Macedonia Środkowa, w jednostce regionalnej Seres. W 2011 roku liczyła 9309 mieszkańców. Powstała 1 stycznia 2011 roku w wyniku połączenia dotychczasowych gmin Alistrati i Nea Zichni. Siedzibą gminy jest Nea Zichni.